# Суровцев (посёлок)
Суровцев — посёлок в Верховском районе Орловской области России. Административный центр Галичинского сельского поселения.

## География
Посёлок находится в восточной части Орловской области, в лесостепной зоне, в пределах центральной части Среднерусской возвышенности, при автодороге 54К-6, к северу от железнодорожной линии Арбузово — Орёл, к востоку от посёлка городского типа Верховье.
Климат
Климат населённого пункта характеризуется как умеренно континентальный, с ярко выраженными временами года. Средняя многолетняя температура воздуха составляет 4,1 — 4,9 °С. Абсолютный минимум температура воздуха самого холодного месяца (января) составляет −30,2 °C; абсолютный максимум самого тёплого месяца (июля) — 37 °С. Среднегодовое количество атмосферных осадков составляет 537—550 мм.
Часовой пояс
Посёлок Суровцев, как и вся Орловская область, находится в часовой зоне МСК (московское время). Смещение применяемого времени относительно UTC составляет +3:00.

## История
В 2004 году Постановлением Орловского областного совета народных депутатов от 30.01.2004 № 24/451-ОС в Галичинском сельском совете зарегистрирован посёлок имени Суровцева (бывшая центральная усадьба бывшего совхоза «Верховский», выделенная из состава посёлка Верховье). В апреле этого же года поселок имени Суровцева переименовали в посёлок Суровцев.

## Население
| 2010 |
| ---- |
| 434  |

Половой состав
По данным Всероссийской переписи населения 2010 года в гендерной структуре населения мужчины составляли 47,2 %, женщины — соответственно 52,8 %.

## Улицы
Уличная сеть посёлка состоит из четырёх улиц.